# Tristrophis oberthürii
Tristrophis oberthürii är en fjärilsart som beskrevs av Louis Beethoven Prout 1915. Tristrophis oberthürii ingår i släktet Tristrophis och familjen mätare. Inga underarter finns listade i Catalogue of Life.